# Coenholectypidae
De Coenholectypidae zijn een familie van uitgestorven zee-egels (Echinoidea) uit de orde Holectypoida.

## Geslachten
- Coenholectypus Pomel, 1883 †
- Coptodiscus Cotteau & Gauthier, 1895 †
- Lanieria Duncan, 1889 †
- Temnholectypus Lambert, 1918 †